# Пиччони, Джузеппе
Джузеппе Пиччони (итал. Giuseppe Piccioni; 2 июля 1953, Асколи-Пичено, Марке) — итальянский кинорежиссёр и сценарист своих фильмов.

## Биография
Окончил Scuola di cinema Gaumont и Урбинский университет, где изучал социологию. Снимал короткометражные фильмы, затем основал продюсерскую компанию Vertigo и в 1987 году снял свой первый полнометражный фильм — «Великий Блек», который получил широкое признание и был удостоен множества наград, в том числе «Серебряной ленты» и премии Де Сика для молодых кинематографистов. В 1991 году Пиччони получил за фильм «Спросите Луну» премию «Золотая кружка» (Grolla d’oro) за лучшую режиссуру.
В 1996 году снялся в небольшой роли в фильме Антонелло Гримальди «Небо всё голубее и голубее» (Il cielo è sempre più blu).
В 1999 году фильм Пиччони «Не от мира сего» был номинирован на премию «Оскар» за лучший фильм на иностранном языке и получил пять наград Давид ди Донателло: за лучший фильм, за лучшую женскую роль (Маргерита Буй), лучший монтаж, лучшее производство, лучший сценарий (Пиччони, Гуальтьеро Роселла, Лучия Дзеи).
В 2000 году на 57-м Венецианском кинофестивале возглавлял жюри короткометражных фильмов.
В 2001 году на 58-м Венецианском кинофестивале исполнители главных ролей в фильме Пиччони «Свет моих очей» Луиджи Ло Кашо и Сандра Чеккарелли получили соответственно Кубок Вольпи за лучшую мужскую роль и Кубок Вольпи за лучшую женскую роль.
В 2005 году фильмом Пиччони «Желанная жизнь» открылся Московский международный кинофестиваль.
В 2013 году стал одним из 70 режиссёров, приглашённых к участию в съёмках документального фильма Venice 70: Future Reloaded (Венеция-70: перезагрузка будущего), выпущенного специально к юбилейному 70-му Венецианскому кинофестивалю.
В 2016 году фильм Пиччони «Эти дни» об истории дружбы четырёх девушек из провинции, отправившихся в Белград, был отобран в основной конкурс 73-го Венецианского кинофестиваля и получил премию социального жюри «Другая улыбка» (Premio Sorriso Diverso Venezia 2016) за лучший итальянский фильм (эта премия присуждается ежегодно за фильмы, раскрывающие тему интеграции в общество людей, оказавшихся в тяжёлой социально-психологической ситуации).
В 2017 году возглавил студенческое жюри 74-го Венецианского кинофестиваля, которое должно вручить премии за лучший восстановленный фильм и лучший документальный фильм в секции «Венецианская классика».

## Фильмография
- Il grande Blek (Великий Блек, 1987)
- Chiedi la luna (Спроси Луну[12], 1990)
- Condannato a nozze (Приговорённый к браку, 1993)
- Cuori al verde (Душа на безденежье[13], 1996)
- Fuori dal mondo (Не от мира сего, 1999)
- Luce dei miei occhi (Свет моих очей, 2001)
- La vita che vorrei (Желанная жизнь, 2004)
- Giulia non esce la sera (Джулия не ходит на свидания вечером, 2009)
- Il rosso e il blu (Красное и синее, 2012)
- Questi giorni (Эти дни, 2016)